# 小野正吉
小野 正吉（おの まさきち、1918年1月10日 - 1997年3月6日）は、日本の料理人。ホテルオークラ東京初代総料理長。

## 人物
1961年にホテルオークラ設立準備委員会に迎えられる形で入社して以来、ホテルオークラのフランス料理を確立させ、調理部門からホテルオークラの発展を支えた。また、日本のフランス料理界の発展のために「日本エスコフィエ協会」の創設に尽力するなど、日本におけるフランス料理の礎を築き、その発展に尽くした。その功績は高く評価され、“日本のフランス料理の父”と称されている。

## 来歴
- 1918年 神奈川県横浜市生まれ
- 1932年 平沼尋常小学校（横浜市）卒業後、東京倶楽部に入社
- 1936年 ホテルニューグランド入社
- 1946年 ブリヂストンアラスカ 料理長に就任、月ヶ瀬コックドール全司厨長、日比谷アラスカ 取締役副社長を歴任
- 1961年 大成観光株式会社（現：株式会社ホテルオークラ）調理部次長に就任
- 1963年 ホテルオークラ調理部長
- 1969年 取締役調理部長（総料理長）に就任
- 1971年 日本エスコフィエ協会の創設に尽力し、初代会長に就任（現在、永世名誉会長）
- 1978年 フランス農事功労章（フランス語版）シュヴァリエ
- 1982年 「現代の名工」表彰
- 1983年 黄綬褒章
- 1988年 フランス農事功労章オフィシエ（日本人初）
- 1989年 文化庁長官表彰、日本食生活文化財団功労賞
- 1990年 勲四等瑞宝章
- 1995年 フランス国家功労勲章シュヴァリエ
- 1997年3月6日 死去

## 著作
- 西洋料理秘訣集 コック生活38年の極意・400（1969年　光文社）
- 小野正吉の家庭風フランス料理（1975年 グラフ社）
- 小野正吉のフランス風肉料理（1980年 主婦の友社）
- フランス料理への招待（1981年 講談社）
- 小野正吉フランス料理<1>オードヴル・スープ（1981年 柴田書店）
- 辻嘉一・小野正吉 食の味、人生の味（1982年 柴田書店）
- 小野正吉フランス料理<2>魚介料理（1983年 柴田書店）
- 小野正吉フランス料理<3>肉料理（1985年 柴田書店）
- フランス料理技法・ソース&スープVol.1（1991年 主婦の友社）
- フランス料理技法・ソース&スープVol.2（1991年 主婦の友社）
- フランス料理技法・ソース&スープVol.3（1991年 主婦の友社）